# Atletika na Letních olympijských hrách 1904 – 400 metrů muži
 Běh na 400 metrů mužů na Letních olympijských hrách 1904 se uskutečnil  29. srpna v St. Louis. 

## Výsledky finálového běhu
| *                | jméno           | země                   | čas  |
| ---------------- | --------------- | ---------------------- | ---- |
| Zlatá medaile    | Harry Hillman   | Spojené státy americké | 49,2 |
| Stříbrná medaile | Frank Waller    | Spojené státy americké | 49,9 |
| Bronzová medaile | Herman Groman   | Spojené státy americké | 50,0 |
| 4                | Joseph Fleming  | Spojené státy americké |      |
| 5                | Meyer Prinstein | Spojené státy americké |      |
| 6                | George Poage    | Spojené státy americké |      |